# Flash crash
Un flash crash ou krach éclair est le nom donné à une chute très importante du cours d'instruments financiers sur une période de temps extrêmement courte. Un krach éclair provient souvent de transactions exécutées par des algorithmes de trading, combinée avec du trading haute fréquence, dont la vitesse et l’interconnexion peuvent entraîner la perte, puis la récupération, de plusieurs milliards de dollars sur quelques minutes ou quelques secondes.

## Flash crashs notables
Ce type d'évènement a eu lieu le 6 mai 2010, lorsqu'un ordre de 4,1 milliards de $ placé sur le NYSE a donné lieu à une perte de plus de 1 000 points de l'indice Dow Jones Industrial Average, avant que celui-ci ne retrouve son niveau d'origine quinze minutes plus tard. Le mécanisme ayant causé l'évènement a donné lieu à des recherches et ses causes sont encore discutées.
En octobre 2013, un flash crash a lieu sur le Singapore Exchange, il résulte en la perte de 6,9 milliards de $ en capitalisation et certaines actions perdent jusqu'à 87 % de leur valeur. À la suite du crash, de nouvelles réglementations sont annoncées et mises en place en août 2014.
Deux mouvements courts (moins d'une seconde) de plus de 1 % de la valeur des actions sont détectés sur plusieurs actions (respectivement 40 et 88) suivis d'une remontée des cours le 25 novembre 2014.